# OK Go
OK Go je americká rocková skupina, kterou nejvíce proslavily singly Get Over It, A Million Ways a Here It Goes Again. V roce 2007 skupina získala cenu Grammy za nejlepší krátkou hudební videonahrávku roku za svůj klip Here It Goes Again. Členové skupiny pochází z Chicaga a Washingtonu D.C.
Mimo okruh svých fanoušků je skupina známá hlavně díky svým originálním videoklipům, jako např. Upside Down & Inside Out, který využívá stavu beztíže přímo v letadle, nebo Here It Goes Again, který se odehrává v tělocvičně a v choreografii obratně využívá běžeckých trenažérů. Toto video vyhrálo YouTube Video Awards 2006 v kategorii kreativní přístup.

## Členové

### Současní
- Damian Kulash – kytara, zpěv
- Tim Nordwind – basová kytara, zpěv
- Dan Konopka – bicí
- Andy Ross – klávesy, kytara (od 2005)

### Dřívější
- Andy Duncan – kytara, piano, klávesy, zpěv (1998–2005)
- Burleigh Seaver – klávesy, perkuse (2002)

## Vznik
Kapelník skupiny, Damian Kulash, se setkal s basistou Timem Nordwindem na Interlochenském táboře umění, když jim bylo 11. Kulash byl pro grafický design, Nordwind pro hudbu. Název kapely vzešel z pokřiku jejich učitelky výtvarné výchovy, která řekla: „OK… Go!“, zatímco oni kreslili. Tim a Damian byli v kontaktu i po táboře, často výměnou mixtapes, které ovlivňovaly jiný hudební vkus každého z nich. S Andy Duncanem, jejich bývalým kytaristou a klávesistou se seznámili na střední škole a s bubeníkem Danem Konopkou na vysoké. Skupina OK Go byla založena v roce 1998. Kapela vystoupila ve veřejném vysílání rozhlasového pořadu To American Life k příležitosti pátého výročního turné.

## Nahrávky

### Alba
- Pink EP (2000)
- Brown EP (2000)
- OK Go (2002)
- Do What You Want (2005)
- Oh No (2005)
- Of the Blue Colour of the Sky (2010)
- Hungry Ghosts (2014)

### Kompilace
- 2004 This Will Be Our Year z Future Soundtrack for America
- 2006 Invincible z She's the Man soundtrack
- 2006 Letterbox z Hello Radio: The Songs Of They Might Be Giants
- 2006 This Will Be Our Year z John Tucker Must Die filmový soundtrack
- 2006 Here It Goes Again z Now That's What I Call Music! 23
- 2006 Father Christmas z Kevin & Bean's Super Christmas